# Ємантаєво
Єманта́єво (рос. Емантаево) — село у складі Абдулинського міського округу Оренбурзької області, Росія.

## Населення
Населення — 221 особа (2010; 380 у 2002).
Національний склад (станом на 2002 рік):
- мордва — 72 %